# Раменское (Красноярский край)
Ра́менское — деревня в Пировском районе Красноярского края. Входит в состав Кириковского сельсовета.

## География
Деревня находится на расстоянии примерно 24 км (по прямой) к юго-востоку от села Пировское, административного центра района.

### Климат
Климат резко континентальный. Самый теплый месяц — июль, со средней температурой +17,8 °С, с абсолютным максимумом +34,6 °С. Самый холодный месяц — январь: средняя температура составляет –20,1 °С, абсолютный минимум –52,5 °С.

## История
Основана в 1911 году под названием Романовская. В 1926 году в деревне проживало 159 жителей, преимущественно татары. В советское время работал колхоз «Красная звезда».

## Население
| 2010 |
| ---- |
| 98   |

### Национальный состав
Согласно результатам переписи 2002 года, в национальной структуре населения татары составляли 60 % из 124 чел., русские — 39 %.